# Madippakkam
Madippakkam  es una ciudad censal situada en el distrito de Chennai en el estado de Tamil Nadu (India). Su población es de 35752 habitantes (2011). Se encuentra a 12 km de Chennai y a 62 km de Kanchipuram. Forma parte del área metropolitana de Chennai.

## Demografía
Según el censo de 2011 la población de Madippakkam era de 35752 habitantes, de los cuales 17968 eran hombres y 17784 eran mujeres. Madippakkam tiene una tasa media de alfabetización del 86,36%, superior a la media estatal del 80,09%: la alfabetización masculina es del 97,92%, y la alfabetización femenina del 94,79%.